# Charles B. Schmitt
Charles Bernard Schmitt (4 de abril de 1933-15 de abril de 1986) fue un historiador de la ciencia y de la filosofía estadounidense que emigró a Europa donde fue un profesor y estudioso británico, especialista en el Renacimiento.

## Trayectoria
Charles Schmitt hizo estudios de química, antes de interesarse por cuestiones filosóficas. Estudió a continuación con Paul Oskar Kristeller, especialista en el Renacimiento, en la Columbia University de Nueva York, para preparar su doctorado sobre Gianfrancesco Pico della Mirandola, que obtuvo en 1963. Para algunos, así Luce Giard, fue el gran sucesor de Kristeller.
Verdaderamente seducido por el pensamiento europeo, Schmitt enseñó y vivió en el viejo continente, desde 1967 hasta el final de sus días en 1986. Primero, fue profesor en Leeds (Inglaterra), luego se ligó de por vida al Instituto Warburg de Londres, si bien viajó muy a menudo a Italia, y visitó bibliotecas de Alemania y Francia.
Además de ser una figura muy influyente de los estudios del Renacimiento, tanto en la ciencia y como en la filosofía y su historia, Charles B. Schmitt fue un destacado especialista en Aristóteles. 
Su Aristóteles y el Renacimiento, de 1983, es hoy un clásico, trata de un problema muy debatido: el de la presencia del Estagirita en el pensamiento del siglo XVI: el libro ha sido traducido al francés (PUF, 1992) y al italiano (Bibliopolis, 1985). 
Murió relativamente joven, y sus artículos (especializados, pero claros) estuvieron diseminados hasta sus últimos años. También una parte de su obra ha sido recopilada en trabajos póstumos, como el importante Reappraisals in Renaissance thought. 
Fue inspirador y codirector de la The Cambridge history of Renaissance philosophy, estudio de referencia para la historia del pensamiento.

## Obra
- Gianfrancesco Pico della Mirandola (1469-1533) and his critique of Aristotle, La Haya, M. Nijhoff, 1967.
- Cicero scepticus: a study of the influence of the Academica in the Renaissance, La Haya,  Nijhoff, 1972.
- Studies in Renaissance philosophy and science, Londres, Variorum Reprints, 1981, artículos.
- Pseudo-Aristotle, the Secret of secrets : sources and influences, Londres, Warburg Institute, 1982.
- Aristotle and the Renaissance, Cambridge, Mass. / Londres, Harvard University Press (Oberlin College), 1983.
- John Case and Aristotelianism in Renaissance England, Kingston, McGill-Queen's University Press, 1983.
- The Aristotelian tradition and Renaissance universities, Londres, Variorum Reprints, 1984.
- Pseudo-Aristoteles Latinus: a guide to Latin works falsely attributed to Aristotle before 1500, Londres, Warburg Institute, University of London, 1985.
- Pseudo-Aristotle in the Middle Ages: the theology and other texts, Londres, Warburg Institute, 1986, col.
- Scepticism from the Renaissance to the Enlightenment, Wiesbaden, O. Harrassowitz, 1987, col.
- The Cambridge history of Renaissance philosophy, Cambridge, Cambridge University Press, 1988, dirección principal, con otros autores.
- Reappraisals in Renaissance thought, Londres, Variorum Reprints, 1989, artículos.
- Renaissance philosophy, Brian P. Copenhaver & Charles B. Schmitt, Oxford,New York: Oxford University Press, 1992.